# Andrea Cipressa
Andrea Cipressa, född den 14 december 1963 i Venedig, Italien, är en italiensk fäktare som tog OS-guld i herrarnas lagtävling i florett i samband med de olympiska fäktningstävlingarna 1984 i Los Angeles.